# João Victor (futebolista, 1998)
João Victor da Silva Marcelino (Bauru, 17 de julho de 1998) é um futebolista brasileiro que atua como zagueiro. Atualmente defende o CSKA Moscou.

## Carreira

### Categorias de base
O jovem jogador, nascido em Bauru, fez base pelo Noroeste como volante. Em 2014, ainda com 16 anos, o jogador foi levado para o Botafogo-SP, onde desenvolveu sua posição profissional: zagueiro.
Após saída do time de Ribeirão Preto, João rumou para um clube ligado ao Banco BMG: o Coimbra. Na equipe, o jogador foi novamente emprestado, contudo, seu destino foi à base do Atlético Mineiro. Em Minas, o zagueiro jogou na campanha o Galo na Copinha de 2017, onde o time foi eliminado na segunda fase da competição.
No segundo semestre de 2017, como o contrato com a equipe mineira chegando ao fim, João recebeu uma proposta para integrar na Base do Corinthians por empréstimo (já que ainda detinha contrato com o time ligado ao Banco BMG). O jogador aceitou e retornou à São Paulo.
No time paulista, o jogador integrou a equipe Sub-20 onde tornou-se titular. Em 2018, após sua campanha consistente na equipe, o time decidiu comprá-lo em definitivo e obter 55% de direitos econômicos. O contrato dele terminaria em julho de 2021.

### Corinthians
João Victor se juntou ao Corinthians após ser alçado ao time profissional no início de 2019. Todavia, apesar de ter sido relacionado para algumas partidas, o defensor não entrou em campo em nenhuma partida do Timão naquele ano. Sua falta de oportunidades fez com que o jogador se reunisse com seus empresários para buscar ter mais tempo em campo.

### Inter de Limeira
Em novembro de 2019, depois de fazer sua estreia sênior com na equipa B do Corinthians na Copa Paulista, foi emprestado ao Inter de Limeira para a temporada 2020.
Explicando a mudança de equipe, o jogador afirmou:
| “ | Não estava recebendo oportunidades no Corinthians, sentei com meus empresários e optamos por buscar um novo desafio. Jogador precisa estar atuando para manter ritmo e confiança e é isso que estou buscando. Espero fazer um bom trabalho e ajudar da melhor forma possível. | ” |

Ele imediatamente se tornou titular na disputa do Campeonato Paulista. Apesar do desempenho ruim do time, que não passou para segunda fase, o jogador chamou a atenção de uma equipe da elite do futebol brasileiro, que logo buscou sua contratação.

### Atlético Goianiense
Após período de empréstimo, o jogador foi novamente emprestado. Seu destino foi o Atlético Goianiense, para disputar a Série A do Brasileirão. João Victor estreou no dia 30 de agosto, em jogo válido pela 6ª rodada, numa derrota em casa por 2 a 0 contra o Ceará.
Em sua passagem pelo time de Goiás, o zagueiro conseguiu se firmar na equipe que terminou a temporada na 13º posição. Posteriormente, o setorista do time comentou sobre a positiva passagem do jogador, que teve sua primeira experiência em um clube da elite:
| “                                               | Chamou a atenção por ser um zagueiro bom na bola aérea e rápido, apesar dos 1,87 m de altura. Ajudou o Atlético-GO a fazer um campanha segura no Brasileirão, garantindo permanência e ainda beliscando uma vaga na Sul-Americana. | ” |
| — Guilherme Gonçalves, setorista do Atlético-GO | |   |

João Victor foi um dos destaques do time e fez 35 partidas e deu uma assistência na equipe. Por lá, ele também conseguiu conquistar o Campeonato Goiano de 2020, finalizado em fevereiro de 2021 por conta da pandemia de COVID-19.

### Retorno ao Corinthians

#### 2021
João retornou ao Corinthians onde encontrou o treinador Vagner Mancini, com quem havia trabalhado anteriormente no Atlético. Assim, pôde desempenhar seu futebol na campanha do Timão no Campeonato Paulista. Ao final da primeira fase, no dia 21 de maio, após consistentes jogos na zaga e na lateral-direita, o zagueiro teve seu contrato renovado com o clube até dezembro de 2023, com uma multa de 50 milhões de euros para clubes do exterior.
Na sequência do Campeonato, pelas quartas de final, o jogador conseguiu fazer sua primeira participação em gols: uma assistência para Jemerson na goleada de 4 a 1 contra sua ex-equipe, o Inter de Limeira. Já no dia 16 de maio, João Victor foi expulso durante um clássico contra o Palmeiras nas semifinais e viu seu time ser eliminado.
Naquele ano, o jogador se firmou no time titular, jogando todas as competições no ano sendo considerado um defensor sólido, sendo igualmente elogiado ao ser chamado de fenômeno nos bastidores do Parque São Jorge. Seu bom desempenho fez o time sonhar com uma "venda histórica" por atrair interesse de times europeus durante o ano.

#### 2022
Apesar do bom ano de 2021, o jogador não conseguiu repetir a mesma regularidade no ano seguinte. De acordo com Marcelo Braga, setorista do Corinthians, o jogador teve falhas:
| “                                         | O 2021 é bom e o 2022 já não foi tão bom. Teve algumas falhas em bote e alguns erros. Não foram atuações muito seguras como no ano anterior. Ele surgiu muito bem e talvez não tenha se consolidado. | ” |
| — Marcelo Braga, setorista do Corinthians | |   |

João novamente conseguiu entrar em campo durante todas as competições da equipe paulista, mas não com a mesma frequência de antes, o que fez com que o Timão buscasse negociá-lo com o mercado português antes mesmo do fim do ano.
João Victor deixou o Corinthians em julho, tendo disputado um total de 78 partidas.

### Benfica
Em 8 de julho de 2022, assinou um contrato de cinco anos com o Benfica por uma taxa de 8,5 milhões de euros por 80% dos seus direitos econômicos. Durante os meses anteriores, o time brigou ativamente com o seu rival, o Porto, pela contratação do zagueiro.
Depois de ficar de fora de por uma lesão no tornozelo por três meses, estreou no clube em 15 de outubro, substituindo António Silva aos 91 minutos num jogo pela Taça de Portugal contra o Caldas onde o resultado se fixou num 1 a 1, depois do tempo extra, e o Benfica venceu nos pênaltis.
No time português, João Victor disputou apenas três jogos durante a primeira metade da temporada.

### Nantes (empréstimo)
O jogador foi emprestado ao Nantes no dia 25 de janeiro de 2023, assinando até o fim da temporada.
No clube francês, João enfrentou alguns momentos de mudanças. O jogador atuou por todas as posições de defesa de linha, enquanto buscava se firmar na equipe francesa. Em sua estreia com a equipe, o jogador enfrentou o Olympique de Marseille, que tinha na equipe Dimitri Payet (seu futuro colega de equipe), e abriu o placar para o time adversário com um gol contra. O jogo terminou 2 a 0 para o clube de Marselha.
Contudo, apesar de ter mudado de posição várias vezes no decorrer da Ligue 1, João Victor esteve muito mais frequente nos jogos do clube na Copa da França. Na grande campanha do time, o Nantes chegou até a final da competição, mas o time foi vencido na final diante o Tolouse com uma goleada por 5 a 1.
Após 18 jogos e uma assistência, o jogador deixou o time francês para retornar ao Benfica.

### Retorno ao Benfica
O jogador começou a temporada conquistando a Supertaça Cândido de Oliveira, apesar de não ter entrado em campo.
Após isso, o brasileiro fizera apenas mais duas partidas: contra o Vitória de Guimarães na 4ª rodada da Primeira Liga e contra o Moreirense, na 12ª rodada da mesma competição. Na equipe, ele disputava a posição com Nicolás Otamendi, António Silva, Morato e Tomas Araújo. Como lateral-direito, uma vez que João já tenha feito essa função outrora, havia apenas Alexander Bah como opção.
Sua baixa minutagem nas partidas que entrou fez com que João Victor criasse um desentendimento com o mister Roger Schmidt, então comandante do Benfica. Em entrevista, o alemão assumiu que o relacionamento de ambos andava ruim:
| “                                                          | Ele está desiludido porque não tem jogado e entendo isso a 100%. Não é fácil ser justo para todos e tenho de tomar decisões, mas não posso aceitar que isso afete a performance no treino. É uma regra. Mesmo que estejam numa situação difícil, têm de ser profissionais. Podem estar chateados comigo. | ” |
| — Roger Schmidt, treinador do Benfica na temporada 2023–24 | |   |

Após momentos de incerteza e de muita especulação na volta para o futebol brasileiro, João deixou a os Encarnados com apenas cinco partidas realizadas em duas temporadas.

### Vasco da Gama
Em 31 de dezembro de 2023, o Vasco anunciou a contratação de João Victor junto ao Benfica, de Portugal. Ele foi contratado por 6 milhões de euros (cerca de R$ 32 milhões), o valor total pode chegar a 8 milhões de euros, de acordo objetivos alcançados e chegou com contrato de cinco anos. Por conta do valor pago ao clube português, João Victor tornou-se a segunda contratação mais cara da história do cruzmaltino, ficando atrás apenas do ídolo Edmundo, quando este retornou ao elenco carioca em 1999.
No elenco vascaíno, o jogador voltou a dividir o vestiário com o lateral Lucas Piton, com quem atuou na época que defendia o Corinthians.
| “                                                           | O Vasco é uma grande equipe. Uma das maiores equipes do Brasil. Conversei com o meu amigo Piton, que falou muito bem do Vasco. Falou que tem uma torcida muito apaixonada e que vai me acolher. Sei da responsabilidade de ser uma contratação muito cara e podem ter certeza que eu vou dar conta do recado. Estou muito feliz do Vasco ter me escolhido. Precisava jogar e fazia tempo que contava com essa oportunidade. Estou muito bem fisicamente, venho treinado com o elenco do Benfica a todo tempo. Venho jogando menos, mas estou bem fisicamente e preparado para um ano que vai ser muito difícil, mas também vencedor - disse o zagueiro. E completou: Estou muito mais evoluído. Infelizmente, não joguei muito no Benfica. Mas eu aprendi muito. Consegui a jogar de lateral e zagueiro. Fisicamente eu evoluí muito também. Tática e fisicamente para mim foi muito bom. | ” |
| — João Victor, ao chegar no Brasil para assinar com o Vasco | |   |

João Victor fez sua estreia em 18 de janeiro de 2024, amistoso contra o San Lorenzo, válido pelo torneio Serie Río de la Plata, em Punta del Este, no Uruguai, onde o Vasco saiu com a vitória por 1–0.
A estreia oficial do atleta se deu na quarta rodada do Campeonato Carioca. Na ocasião, o zagueiro atuou em um empate contra o Bangu por 2–2. O jogador foi uma peça constante ao longo da competição, mas não conseguiu ir à decisão após o Nova Iguaçu eliminar o Gigante da Colina na semifinal.
Ao longo do ano, o jogador enfrentou problemas físicos e disciplinares, ficando fora de diversas partidas. Ele recebeu cartões amarelos suspensivos contra Fluminense, no Carioca e Vitória, no Brasileiro; bem como cartões vermelhos contra Flamengo  e Botafogo na mesma competição. Além disso, o zagueiro foi expulso duas vezes na Copa do Brasil: no empate por 3–3 contra o Água Santa e na vitória por 2–1 contra o Athletico Paranaense. Ainda na Copa, João ficaria ausente em uma eventual final, pois levou o terceiro amarelo na eliminação diante o Atlético Mineiro na semifinal.
Fisicamente, João Victor foi acometido por uma forte lesão no joelho no clássico contra o Botafogo. Após o choque com o jogador do Fogão, o zagueiro teve uma lesão parcial no ligamento colateral do joelho direito e ficou de fora dos próximos nove jogos do clube. Quando voltou, em outro clássico diante o Fluminense, Victor foi uma peça constante nas partidas que levaram o Vasco a terminar o mês de agosto sem nenhuma derrota. Diante o Vitória, no primeiro dia de setembro, ele conseguiu marcar seu primeiro gol na carreira após acertar uma cabeçada em um cruzamento vindo de Dimitri Payet (em escanteio).
Por uma cláusula no contrato na negociação entre Vasco e Benfica, a diretoria cruzmaltina teve que pagar 2 milhões de euros, caso o atleta fizesse parte do elenco que garantisse a permanência do clube no Campeonato Brasileiro. O que deixou a torcida revoltada por conta da 777 partners ter feito esse tipo de contrato, o que praticamente colocou o objetivo do clube como fugir de um possível rebaixamento, antes mesmo do Campeonato começar.
João Victor chegou e não virou unanimidade na zaga vascaína. Ele participou de 37 dos 61 jogos do time no ano. A indisciplina chamou a atenção nos números do defensor, que levou quatro vermelhos e 12 amarelos na temporada.

## Estatísticas
| Clube                            | Temporada         | Liga              | Liga  | Liga  | Liga Estadual | Liga Estadual | Taça Nacional | Taça Nacional | Taça da Liga | Taça da Liga | Continental | Continental | Outro | Outro | Total | Total |
| Clube                            | Temporada         | Divisão           | Jogos | Golos | Jogos         | Golos         | Jogos         | Golos         | Jogos        | Golos        | Jogos       | Golos       | Jogos | Golos | Jogos | Golos |
| -------------------------------- | ----------------- | ----------------- | ----- | ----- | ------------- | ------------- | ------------- | ------------- | ------------ | ------------ | ----------- | ----------- | ----- | ----- | ----- | ----- |
| Corinthians                      | 2019              | Série A           | 0     | 0     | —             | —             | 0             | 0             | —            | —            | —           | —           | 4     | 0     | 4     | 0     |
| Corinthians                      | 2020              | Série A           | 0     | 0     | —             | —             | —             | —             | —            | —            | —           | —           | —     | —     | 0     | 0     |
| Corinthians                      | 2021              | Série A           | 36    | 0     | 8             | 0             | 1             | 0             | —            | —            | 3           | 0           | —     | —     | 48    | 0     |
| Corinthians                      | 2022              | Série A           | 7     | 0     | 13            | 0             | 2             | 0             | —            | —            | 6           | 0           | —     | —     | 28    | 0     |
| Corinthians                      | Total             | Total             | 43    | 0     | 21            | 0             | 3             | 0             | —            | —            | 9           | 0           | 4     | 0     | 80    | 0     |
| Inter de Limeira (empréstimo)    | 2020              | Paulista          | —     | —     | 9             | 0             | —             | —             | —            | —            | —           | —           | —     | —     | 9     | 0     |
| Atlético Goianiense (empréstimo) | 2020              | Série A           | 27    | 0     | 3             | 0             | 5             | 0             | —            | —            | —           | —           | —     | —     | 35    | 0     |
| Benfica                          | 2022–23           | Liga Portugal     | 0     | 0     | —             | —             | 1             | 0             | 2            | 0            | 0           | 0           | —     | —     | 3     | 0     |
| Nantes (empréstimo)              | 2022–23           | Ligue 1           | 13    | 0     | —             | —             | 3             | 0             | —            | —            | —           | —           | —     | —     | 16    | 0     |
| Benfica                          | 2023–2024         | Primeira Liga     | 1     | 0     | —             | —             | 0             | 0             | 0            | 0            | 0           | 0           | —     | —     | 1     | 0     |
| Total na carreira                | Total na carreira | Total na carreira | 83    | 0     | 33            | 0             | 12            | 0             | 2            | 0            | 9           | 0           | 4     | 0     | 143   | 0     |

## Títulos
Atlético Goianiense
- Campeonato Goiano: 2020[9]

Benfica
- Supertaça Cândido de Oliveira: 2023[29]

Vasco da Gama
- Troféu Serie Río de La Plata: 2024 (Pablo Guiñazú / Juan Ahuntchain)[51][52]